# Program Copernicus
Program Copernicus je program pro dálkový průzkum Země koordinovaný a řízený Evropskou unií – konkrétně Evropskou komisí – ve spolupráci s Evropskou kosmickou agenturou. Zaměřuje se na pozorování atmosféry, pevniny, moří a klimatu. Sleduje i otázky bezpečnosti a poskytuje podporu záchranným operacím v případě katastrof a havárií.
Program byl zřízen nařízením Evropské unie č. 377/2014 v roce 2014. Po dokončení by měl poskytovat kontinuální a vysoce kvalitní pozorování Země se zaměřením mj. na pochopení a zmírnění změn klimatu i zajištění civilní bezpečnosti. Program poskytuje data zdarma a volně, s výjimkou bezpečnostních dat.

## Použité satelity

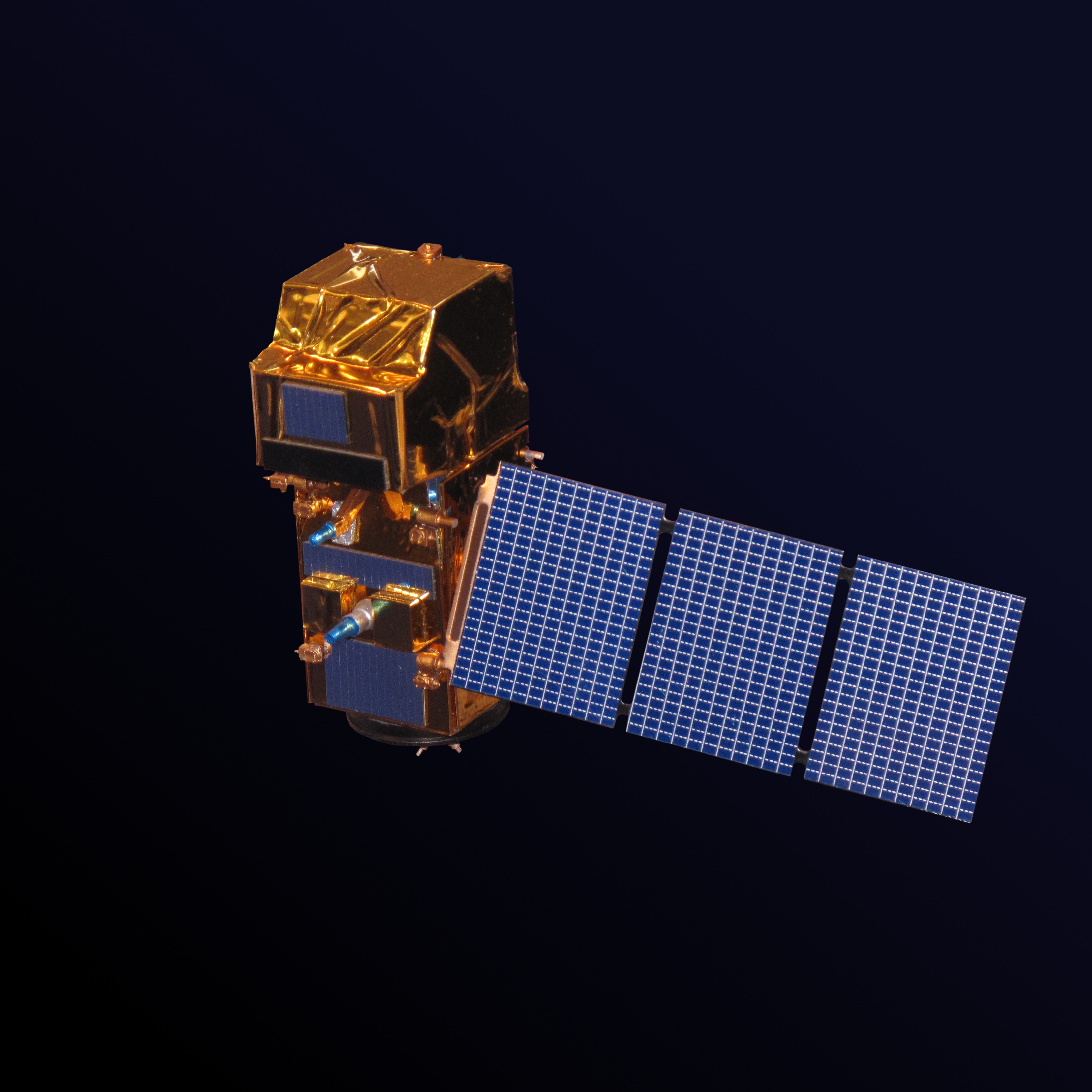
Družice Sentinel 2

Hlavními družicemi programu Copernicus jsou družice Sentinel. Jsou vypouštěny od roku 2014. Každá řada se skládá obvykle ze dvou družic, které jsou umístěny na stejné dráze, ale obíhají Zemi s fázovým posunem 180 stupňů. To umožňuje sledovat konkrétní území za téměř stejných podmínek dvakrát častěji, než by bylo možné s jednou družicí.